# Francisco Blake Mora
José Francisco Blake Mora (Tijuana, Baja California; 22 de mayo de 1966 - Chalco, Estado de México; 11 de noviembre de 2011) fue un político mexicano, miembro del Partido Acción Nacional. Fue diputado federal, secretario general de gobierno de Baja California de 2007 a 2009 y secretario de Gobernación de 2010 a 2011 en el gobierno de Felipe Calderón.
Obtuvo la licenciatura en derecho por la Universidad Autónoma de Baja California, además de un diplomado en planeación estratégica y políticas públicas por el Instituto Tecnológico Autónomo de México. Fue elegido a los cargos de regidor del Ayuntamiento de Tijuana de 1995 a 1998, diputado federal por el V Distrito Electoral Federal de Baja California a la LVIII Legislatura de 2000 a 2003 y diputado al Congreso de Baja California de 2004 a 2007.
El 1 de noviembre de 2007 fue nombrado secretario general de gobierno de Baja California por el gobernador José Guadalupe Osuna Millán. En 2009, se le mencionó como posible aspirante a ser propuesto para el cargo de procurador general de la República, y el 14 de julio del 2010 el presidente Calderón lo designó secretario de gobernación en sustitución de Fernando Gómez-Mont Urueta.
Falleció el 11 de noviembre de 2011, cuando el helicóptero en el que viajaba se estrelló en Chalco, en las cercanías de Santa Catarina Ayotzingo y del Distrito Federal.